# 塩澤文男
塩澤 文男（しおざわ ふみお、1955年 - ）は、日本のアートディレクター、パーカッショニスト、画家。
1955年生まれ、画家、アートディレクター、パーカッショニスト。
多岐にわたる雑誌のアートディレクション経験のなかスタジオボイスの誌面にて岡本太郎氏にインタビューを行い衝撃を受け画業へと向かう。
主な仕事に昭和天皇所縁の森「那須平成の森」オープニングディレクションと挿絵担当。
ジョンレノンや、ローリングストーンズの写真集のデザイン。荒木経惟、岡本太郎などの書籍プロデュース。
絵本「海神の姫」は岡本敏子氏と共著。2007年に十二支物語絵本を全米で発売。
画家パウル・クレーのプロダクトも手掛け、詩や言葉も担当する。
神秘的でエネルギッシュな画風は多くのファンを惹きつけている。
- 1974年　デザイナーとしてスタート。
マガジンハウスの雑誌・ポパイ・ブルータス・オリーブ・アンアン等の広告とデザインを担当。
- 1986年　雑誌「スタジオボイス」のアートディレクションとデザインを二年間手がける。
- 1988年　雑誌「テレビブロス」創刊のアートディレクションとコンセプトワークを約20年間続ける。
- 1988年　スティングの熱帯雨林伐採反対のアートディレクションとコンセプトワーク。
- 1922年　渋谷BUNKAMURAのコンサート演劇のポスター、パンフレットデザインを多数手がける。
- 1995年　第30回造本コンクールにおいて「日本の印刷産業連合会会長賞」受賞。
- 1996年　宮沢賢治生誕100年の企画出版物CD文庫の創刊のアートディレクション。
- 1997年　アムネスティーのポスターデザイン等。
- 1998年　岡本太郎記念館の印刷物の企画と書籍のアートディレクション。
- 1999年　写真家荒木経惟氏の造本。
- 2000年　映画ドルフィンズのアートディレクション。
- 2001年　歌手、宮沢和史の全詩集のアートディレクション。
- 2002年　漫画雑誌から文芸書まで幅広いジャンルを手がける。
- 2003年　自著「南の島のチャンタン」「海神の姫」（文・岡本敏子）を発表する。
- 2004年　ベネッセコーポレーションの幼児雑誌「ぷち」のアートディレクション。
- 2005年　ベネッセコーポレーションの幼児向け英語雑誌「おやこえいご」のアートディレクション。
ジョンレノン・写真集　THE NEW YORK YEARS 日本版のディレクションとデザイン担当。
- 2006年　ROLLING STONES写真集のデザイン、IL DIVO写真集のデザイン等、自著「十二支絵本」をサンフランシスコにて発売。
- 2007年　画家パウルクレー天使シリーズの商品企画と自著「天使のカードブック」を発売。
- 2008年　京都情報誌「みやこの御本」アートディレクションと絵画制作。
ビートルズインタビュー詩「ビートルマニア」のアートディレクション担当。
- 2009年　奄美大島、田中一村美術館にて企画展を行い、多くの話題を集める。
- 2010年　昭和天皇所縁の森「那須平成の森」オープニング用紙のディレクションと挿絵担当。
- 2011年　天王洲アイルにて、12支と12星座の原画展開催。
震災後コンサートを行い全額震災孤児に寄付金として贈る。
「那須平成の森」オープン。
- 2012年　目黒館「遊彩」にて個展。同館茶室に絵画制作。
幕張メッセ大恐竜展、商品企画ディレクション。
日豪交流基金、オーストラリア近代文学全集全10巻、第一弾「異境」のアートディレクションと写真を担当する。
- 2013年　世界自然遺産、白神山地のパンフレットのディレクションとデザイン。
瀬戸内芸術祭、大島展示の音楽制作担当。
小学館コミック、Ikkiのアニメミュージック担当。
ギャラリー煌翔にて個展開催。
- 2014年　日豪交流基金、オーストラリア近代文学全集の第二弾「ブレス」のアートディレクションと写真を担当。
世界自然遺産、白神山地の英語版パンフレットのディレクションとデザイン。
12支絵本日本出版決定。
新解釈「古事記」絵本の絵画と企画担当。
自身の画集「ワイルド・アインシュタイン」発売する。
- 2015５年　代官山Mにて個展、パーカッションライブ。
谷山ギャラリーにて「バレンタイン直前展」、パーカッションライブ。
新宿JazzSpotにて「塩澤文男　額装展　最新作展」パーカッションライブ。
アップリンクにてキューバドキュメンタリー「Cu-bop」ゲストとしてトークショー。
早稲田ドラードギャラリーにて「Double Fumio Exhibition」パーカッションライブ。
画集「Art Works」発売する。
日豪交流基金、オーストラリア近代文学全集の第三弾「闇の河」のアートディレクションと写真を担当する。
- 2016年　OAGドイツ文化センターにて展示、パーカッションライブ。
京都集酉楽Syu-Yu-Rakuサカタニにて個展。
京都合藝際交流協会ART FORUM JARFO、Gallery素にて二ヵ所同個展。

| スタブアイコン | サブスタブ | この項目は、まだ閲覧者の調べものの参照としては役立たない、人物に関連した書きかけの項目です。この項目を加筆・訂正などしてくださる協力者を求めています（P:人物伝/PJ:人物伝）。 |